# I Am Chipmunk
I Am Chipmunk è il primo album in studio del rapper britannico Chipmunk, pubblicato il 12 ottobre 2009 dalla Columbia Records.

## Tracce
1. Saviour – 4:03
2. Chip Diddy Chip – 3:29
3. Oopsy Daisy (featuring Dayo Olatunji) – 3:37
4. Man Dem (featuring Tinchy Stryder) – 3:12
5. Diamond Rings (featuring Emeli Sandé) – 3:04
6. Lose My Life (featuring N-Dubz) – 3:15
7. I Am (Interval) – 3:04
8. Dear Family – 4:04
9. Beast (featuring Loick Essien) – 3:54
10. Look for Me (featuring Talay Riley) – 3:25
11. Role Model – 3:57
12. Sometimes – 3:06
13. Business (featuring Young Spray) – 4:50

Tracce bonus nella Platinum Edition
1. Until You Were Gone (featuring Esmée Denters) – 3:30
2. Uh Ay – 2:35
3. Superstar – 3:38
4. History (featuring Wretch 32) – 3:13

Tracce bonus nell'edizione deluxe di iTunes
1. Chip TV (This Is My Album) (Video) – 5:46
2. The Best of Chip TV (Video) – 7:41
3. Chip Diddy Chip (Long Version) (Video) – 4:13

## Classifiche
| Classifica (2009) | Posizione massima |
| ----------------- | ----------------- |
| Irlanda           | 49                |
| Regno Unito       | 2                 |
| Regno Unito (R&B) | 1                 |